# Druchtag Motte

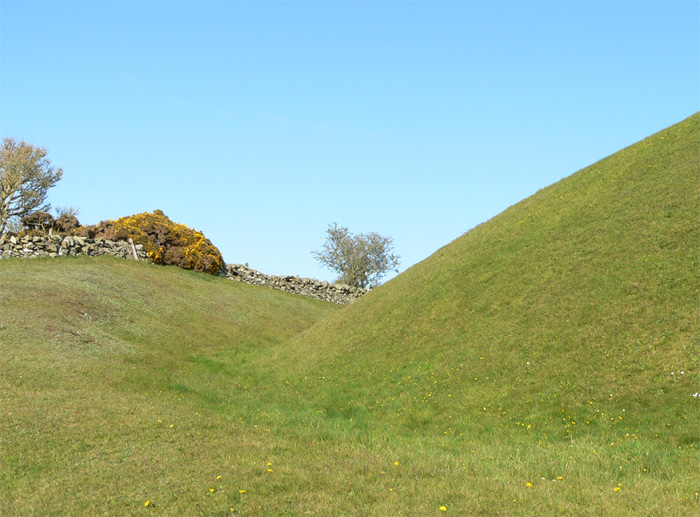
De greppel om de motte

Druchtag Motte is een motte uit de middeleeuwen, gelegen aan de A747 ten noorden van Mochrum in de Machars in de Schotse regio Dumfries and Galloway.

## Beschrijving
Op Druchtag Motte stond in de twaalfde eeuw een houten kasteel, gebouwd als verdedigingswerk en als statussymbool. De steile heuvel meet twintig meter in diameter. Eromheen ligt een greppel. Bovenaan op de vlakke top stond het kasteel gemaakt van hout en klei. Aan de rand van de top stond een houten palissade. Er zijn geen sporen gevonden van de bailey, de ernaast gelegen heuvel waarop zich de bijgebouwen zoals een kapel, stallen, een bakhuis en een brouwerij bevonden.
Het is niet bekend wie deze motte bouwde, wellicht een Anglo-Normandiër, die door de koning aangemoedigd werd zich hier te vestigen, of een lokale Keltische heer.
De motte is relatief vroeg verlaten zonder dat er een stenen kasteel voor in de plaats kwam. In de late middeleeuwen maakte Druchtag deel uit van de baronie Mochrum van Druchtag, dat van de McCullochs van Druchtag was.

## Beheer
Druchtag Motte wordt beheerd door Historic Environment Scotland, net als Rispain Camp en Barsalloch Fort. De motte is vrij toegankelijk.